# 晋国博物馆
晋国博物馆（英語：Jinguo Museum）是一座晋文化专题博物馆，位于山西省临汾市曲沃县曲村镇北赵村，原址为第四批全国重点文物保护单位曲村－天马遗址，葬有西周晋国九组十九座晋国诸侯及夫人墓葬。是山西省首座大型遗址博物馆，也是中国第一座晋文化专题博物馆。馆长是董朝晖。

## 历史
1996年11月20日，曲沃县的曲村－天马遗址被中华人民共和国国务院公布为第四批全国重点文物保护单位。2009年，晋国博物馆开工。2014年6月14日，晋国博物馆建成开馆。

## 展馆
晋国博物馆占地面积124,000平方米，建筑面积1,130平方米，共有三个展厅，分别是晋国历史文化展厅、曲村—天马遗址发掘史展厅和晋侯墓地遗址展厅，馆藏文物12,000余件。

## 营业时间
- 周二至周日：上午九点至下午五点
- 周一闭馆

## 评级
2020年12月21日，曲沃县晋国博物馆由中国博物馆协会公布为第四批国家二级博物馆。